# Salvin-Großaugenfledermaus
Die Salvin-Großaugenfledermaus (Chiroderma salvini) ist ein vom südlichen Nordamerika bis ins westliche Südamerika verbreitetes Fledertier in der Unterfamilie der Fruchtvampire. Das Typusexemplar stammt aus Costa Rica.

## Merkmale
Diese für die Gattung Chiroderma mittelgroße Fledermaus ist 66 bis 88 mm lang, wobei ein äußerer Schwanz fehlt, und die Unterarme erreichen 40 bis 47 mm Länge. Typisch ist hellbraunes bis dunkelbraunes Fell auf der Oberseite mit einem schmalen weißen Aalstrich vom Nacken bis zum Hinterteil. Auf der Unterseite kommt helleres braunes oder graubraunes Fell vor. Auf jeder Seite des Kopfes ziehen sich je ein weißer Streifen von der Stirn zum Nasenblatt beziehungsweise vom Ohr zum Mund. Die einzelnen Haare des Rückens sind an der Wurzel dunkel graubraun, in der Mitte gelbbraun und an den Spitzen braun. Auffällig sind die im unteren Bereich und an den unteren Kanten gelben Ohren, die nach oben dunkelbraun werden. Auf der runden Grundform des Nasenblatts befindet sich ein dreieckiger Aufsatz. Die Flügel haben einen durchscheinenden Bereich zwischen dem zweiten und dritten Finger und sind ansonsten schwarzbraun. Trotz des fehlenden Schwanzes gibt es eine gut entwickelte Schwanzflughaut. Die Salvin-Großaugenfledermaus hat recht kleine Füße. Die 28 Zähne verteilen sich nach der Zahnformel I 2/2, C 1/1, P 2/2, M 2/2. Dabei sind die unteren Schneidezähne und die äußeren oberen Schneidezähne klein, während die inneren Schneidezähne im Oberkiefer lang sind.

## Verbreitung
Diese Fledermaus hat eine größere Population vom westlichen Mexiko bis Honduras, eine kleine Population in Nicaragua sowie eine weitere große Population von Costa Rica bis Venezuela und Bolivien, hauptsächlich im Umfeld der Anden. Im mexikanischen Bundesstaat Colima werden 1200 Meter Höhe erreicht. Die Salvin-Großaugenfledermaus hält sich in immergrünen und laubabwerfenden Wäldern sowie in Savannen auf. Die Nahrungssuche erfolgt meist über Lichtungen und außerhalb von Wäldern.

## Lebensweise
Zu den Tagesverstecken gibt es nur wenige Angaben. Laut diesen ruht diese Fledermaus in Höhlen, verlassenen Bergwerken und Baumhöhlen. Auch Baumstämme scheinen als Ruheplatz möglich. Als Nahrung werden Früchte bevorzugt, die zu allen Jahreszeiten vorrätig sind, wie Feigen, Cecropia obtusifolia (Ameisenbäume), Mexikanischer Blattpfeffer, Piper pseudolindenii, Solanum chrysotrichum und Solanum diphyllum (beide Nachtschatten). Manchmal werden Plantagen mit Bananen besucht. In Regionen mit gemäßigtem Wetter kommen vermutlich zwei Fortpflanzungszeiten pro Jahr vor. Die Salvin-Großaugenfledermaus beginnt ihre Ausflüge noch während der Abenddämmerung.

## Gefährdung
Regional können sich Landschaftsveränderungen negativ auswirken. Allgemein hat diese Fledermaus eine weite Verbreitung und sie ist nicht selten. Die IUCN listet die Art als nicht gefährdet (least concern).